# Huib van Essen
Huib Peter van Essen (Utrecht, 5 oktober 1969) is een Nederlandse ingenieur, acteur en politicus van GroenLinks. Sinds 5 juni 2019 is hij lid van de Gedeputeerde Staten van Utrecht.

## Biografie

### Opleiding en loopbaan
Van Essen ging van 1982 tot 1988 naar het vwo aan het Christelijk Lyceum Arnhem en studeerde van 1988 tot 1994 technische natuurkunde aan de Universiteit Twente. Van 1994 tot 1999 was hij projectleider en van 1999 tot 2001 manager bij KPN. Van 2002 tot 2019 was hij beleidsadviseur en manager bij CE Delft.
Van Essen volgde naast zijn loopbaan een driejarige opleiding als acteur aan de Haagse Acteer Studio. Hij had zijn eigen theatergezelschap en was als zodanig onder meer actief op het Oerol Festival.

### Politieke loopbaan
Van 2015 tot 2019 was Van Essen namens GroenLinks lid van de Provinciale Staten van Utrecht. Namens de fractie was hij woordvoerder Mobiliteit, Energie, Milieu, Economie en Recreatie.
In 2017 stond Van Essen op de kandidatenlijst van GroenLinks voor de Tweede Kamerverkiezingen 2017. In 2019 was hij lijsttrekker van GroenLinks voor de Provinciale Statenverkiezingen 2019 in Utrecht. Daarna was hij maar een aantal maanden fractievoorzitter van GroenLinks in Utrecht omdat hij namens GroenLinks gedeputeerde van Utrecht werd in een coalitie met D66, CDA, PvdA en CU.
Sinds 5 juni 2019 is Van Essen namens GroenLinks lid van de Gedeputeerde Staten van Utrecht met in zijn portefeuille Ruimtelijke Ontwikkeling, Omgevingsvisie, Energietransitie en Klimaat. Hij is tweede loco-commissaris van de Koning.
Bij de Provinciale Statenverkiezingen 2023 was Van Essen wederom lijsttrekker van GroenLinks. Hierdoor werd hij in zijn demissionaire periode als gedeputeerde lid van de Provinciale Staten.

### Persoonlijk
Van Essen is geboren in Utrecht en getogen in Dieren. Hij is getrouwd, heeft twee zoons en is woonachtig in Leidsche Rijn.
- Parlement.com: vk9rlsx0dtrb